# László Szigeti
László Szigeti (ur. 3 sierpnia 1957 w Močy, zm. 2 lutego 2022) – słowacki polityk i nauczyciel narodowości węgierskiej, parlamentarzysta, w latach 1998–2006 wiceminister oświaty, a w 2006 minister oświaty.

## Życiorys
W 1981 ukończył studia na wydziale przyrodniczym Uniwersytetu Komeńskiego w Bratysławie. Był nauczycielem i dyrektorem gimnazjum w miejscowości Štúrovo. Zaangażował się w działalność polityczną w ramach Partii Węgierskiej Koalicji (SMK). W 1994 wybrany na posła do Rady Narodowej, gdzie zasiadał m.in. w komisji oświaty i kultury. Ponownie wybierany do parlamentu w 1998 i 2002. Nie obejmował mandatów w związku z nominacjami na sekretarza stanu w resorcie oświaty. Od 8 lutego do 4 lipca 2006 sprawował urząd ministra oświaty w drugim rządzie Mikuláša Dzurindy. W kadencji 2006–2010 ponownie był członkiem słowackiego parlamentu. Pozostał działaczem SMK, był członkiem kierownictwa tego ugrupowania.